# Фая-Ларжо
Фая-Ларжо (фр. Faya-Largeau, араб. فايا لارج трансліт. Fāyā Lārǧū ), також Фая, в минулому Ларжо — місто на півночі Чаду, столиця регіону Борку і департаменту Борку. Населення 14 000 осіб (2007).

## Географія
Місто розташоване в пустелі Сахара у великій оазі на північному краї западини Боделе, за 790 км на північний схід від столиці країни Нджамени, на висоти 245 м над рівнем моря.

### Клімат
Місто знаходиться у зоні, котра характеризується кліматом тропічних пустель. Найтепліший місяць — травень із середньою температурою 34.4 °C (94 °F). Найхолодніший місяць — січень, із середньою температурою 20.6 °С (69 °F).
| Клімат Фая-Ларжо        | Клімат Фая-Ларжо | Клімат Фая-Ларжо | Клімат Фая-Ларжо | Клімат Фая-Ларжо | Клімат Фая-Ларжо | Клімат Фая-Ларжо | Клімат Фая-Ларжо | Клімат Фая-Ларжо | Клімат Фая-Ларжо | Клімат Фая-Ларжо | Клімат Фая-Ларжо | Клімат Фая-Ларжо | Клімат Фая-Ларжо |
| Показник                | Січ.             | Лют.             | Бер.             | Квіт.            | Трав.            | Черв.            | Лип.             | Серп.            | Вер.             | Жовт.            | Лист.            | Груд.            | Рік              |
| Абсолютний максимум, °C | 39               | 42               | 43               | 49               | 49               | 48               | 46               | 45               | 46               | 46               | 38               | 36               | 49               |
| Середній максимум, °C   | 28               | 30               | 35               | 40               | 44               | 43               | 42               | 41               | 41               | 38               | 32               | 28               | 37               |
| Середня температура, °C | 20               | 21               | 25               | 30               | 34               | 34               | 33               | 33               | 32               | 30               | 24               | 20               | 28               |
| Середній мінімум, °C    | 13               | 13               | 16               | 20               | 24               | 25               | 25               | 25               | 24               | 22               | 17               | 13               | 20               |
| Абсолютний мінімум, °C  | 4                | 6                | 11               | 13               | 17               | 16               | 16               | 15               | 17               | 12               | 8                | 2                | 2                |
| Норма опадів, мм        | 0                | 0                | 0                | 0                | 0                | 0                | 0                | 10               | 0                | 0                | 0                | 0                | 10               |
| Днів з дощем            | 0                | 0                | 0                | 0                | 0                | 0                | 0                | 1                | 0                | 0                | 0                | 0                | 1                |
| Вологість повітря, %    | 28               | 25               | 22               | 19               | 23               | 24               | 32               | 39               | 29               | 24               | 26               | 29               | 27               |
| ----------------------- | ---------------- | ---------------- | ---------------- | ---------------- | ---------------- | ---------------- | ---------------- | ---------------- | ---------------- | ---------------- | ---------------- | ---------------- | ---------------- |
| Джерело: Weatherbase    |                  |                  |                  |                  |                  |                  |                  |                  |                  |                  |                  |                  |                  |

## Історія
Початково місто називалося Фая; після захоплення Борку французами в 1913 було перейменовано на Ларжо на честь полковника французької армії Етьєна Ларжо, колишнього військового адміністратора колонії; після здобуття Чадом незалежності набула поширення подвійна назва.
Місто було важливим перевалочним пунктом транс-сахарської караванної торгівлі. Караванний шлях з областей довкола озера Чад на північ у Фая-Ларжо розгалужувався на два маршрути: північно-західний через гори Тібесті до Феццану і північно-східний до оази Куфра на південному сході Лівії.
Через своє стратегічне розташування Фая-Ларжо неодноразово піддавалося нападам та захоплювалося ворогуючими сторонами під час громадянської війни і лівійсько-чадського конфлікту. В 1978—1980 і 1983—1987 місто знаходилося під лівійською окупацією.

## Економіка
Клімат Фая-Ларжо надзвичайно сухий і спекотний, але завдяки значним запасам підземних вод довкола міста розвинене зрошувальне землеробство, зокрема культивація фініків. В місті є аеропорт з асфальтованою злітно-посадочною смугою (код IATA: FYT, ICAO: FTTY) і невелика електростанція.